# The Tennessee Fire
The Tennessee Fire è il primo album in studio del gruppo musicale statunitense My Morning Jacket, pubblicato nel 1999.

## Tracce
1. Heartbreakin Man – 3:11
2. They Ran – 2:48
3. The Bear – 4:39
4. Nashville to Kentucky – 2:58
5. Old Sept. Blues – 2:28
6. If All Else Fails – 3:58
7. It's About Twilight Now – 4:06
8. Evelyn Is Not Real – 3:04
9. War Begun – 3:06
10. Picture of You – 3:16
11. I Will Be There When You Die – 4:42
12. The Dark – 3:22
13. By My Car – 4:04
14. Butch Cassidy – 3:55
15. I Think I'm Going to Hell – 5:06
16. [Untitled] – 2:42

## Formazione
- Jim James - voce, chitarre, armonica, banjo
- Johnny Quaid - chitarre
- Tom "Two Tone Tommy" Blakenship - basso
- J. Glenn - batteria